# انعزال (علم نفس)
الانعزال هو حيلة نفسية في نظرية التحليل النفسي كان سيغموند فرويد أول من اقترحها. وعلى الرغم من ارتباطه بـ الكبت، يتميز هذا المفهوم في حد ذاته بطرق مختلفة. ويتم وصفه كعملية عقلية تتضمن إحداث فجوة بين إدراك بغيض أو تهديدي وبين الأفكار والمشاعر الأخرى. وبتقليل الصلات الترابطية مع الأفكار الأخرى، يتم تذكر الإدراك التهديدي بشكل أقل في الغالب ومن المرجح أن يكون تأثيره أقل على تقدير الذات أو مفهوم الذات.
وقد بيّن "فرويد" المفهوم من خلال مثال لشخص يبدأ حبل أفكاره، ثمّ يتوقف للحظة قبل متابعة موضوع آخر. وقد نصت نظريته على أنه بإدراج فاصل زمني، كان الشخص يسمح بفرصة "لكي يفهم رمزيًا أنه لن يدع أفكاره حول هذا الانطباع أو النشاط تتصل ترابطيًا مع الأفكار الأخرى.” وكآلية دفاع ضد الأفكار الضارة، تمنع العزلة النفس من أن تسمح لهذه الإدراكات أن تتكرر وأن تسبب ضررًا ممكنًا لمفهوم الذات.

## الدليل
تدعم مجموعة كبيرة من الدراسات استنتاج أن الأشخاص يدافعون عن أنفسهم ضد التهديدات عن طريق عزلها عقليًا. حيث يظهر أن الكابتين يقومون بنمط معالجة متسارع وضحل وبسيط للمعلومات. وعندما يتعرضون لبعض المعلومات السلبية، غالبًا ما ستتولد لديهم أفكار أو مشاعر سعيدة عفوية، بطريقة تعمل على التقليل من أثرها. والمحبطون يعالجون المعلومات بدقة أكبر بكثير سواء أكانت سيئة أو جيدة. ويطوّر هذا المستوى العالي من المعالجة ارتباطات ترابطية قوية مع معلومات متشابهة. وعندما يحاول شخص محطّم تجنّب إدراك مدمر ينتابه، فإنه يفكر في الغالب في بعض الأفكار الأخرى سلبية التأثير. وتُظهر دراسات تم إجراؤها على البشر والحيوانات أن الانعزال يُثير الحساسية تجاه التهديدات الاجتماعية ويحفّز تجديد الصلات الاجتماعية.
وقد أظهرت إحدى الدراسات أن الأشخاص قد يكونون راضين عن أدائهم في مواجهة التعليقات السلبية، شريطة أن يتمكنوا من إبقاء التعليقات معزولة عن معايير الأداء. ويقدم الباحثون المعايير إما قبل الأداء أو بعده، لكنها تكون قبل التعليقات أو بعد كل من الأداء والتعليقات. إن الأشخاص الذين يتلقون المعايير مبكرًا يسترجعونها إضافة إلى التعليقات الأخرى، إلا أنهم يتجاهلونها ببساطة. حيث إنهم تمكّنوا من عزل تعليقاتهم عن المعايير وبالتالي يقللون من حجم التهديد لتقدير الذات. بينما الأشخاص الذين تلقوا المعايير لاحقًا كانوا أقل رضاءً بأدائهم، حيث كانوا غير قادرين على تجنّب الشعور بفقدان النجاح مقارنة بالعرف السائد. يُشار إلى هذا الشكل للعزلة بالتهميش.
يُشار إلى نوع آخر من العزلة جدير بالذكر باسم «الانحصار المؤقت»، يتم فيه إخفاء بعض من حالة الفشل أو العجز المدركة في ماضي الشخص، وبالتالي التخلص من تأثيرها على النفس الحالية بطريقة فعالة. ويمكن أن يظهر هذا النوع من الانعزال على أنه تحول ديني أو «الميلاد مرة أخرى»، وفي بعض برامج العلاج من الإدمان وفي التخلص من ملفات المجرمين في النظام القانوني. وهذه الممارسات المقبولة اجتماعيًا تجعل العزلة ممكنة اجتماعيًا بشكل فعال، على الأقل في بعض الحالات؛ ويبدو أن تلك السلوكيات تقوم بالتخفيف من الضغوط المترسبة من أحداث ماضية. غالبًا ما يستخدم الأشخاص الذي يعانون من تقدير منخفض للذات حيلة الانحصار المؤقت عندما يصفون حالات الفشل السابقة. وعن طريق عزل أنفسهم عن أي عمل سيئ يصفونه، فإنهم يدّعون أنه ليس له علاقة بحالتهم الحالية أو العلاقات مع الناس.

### التأثير
لقد ظهر أن المعتادين على الكبت لديهم ذكريات غير سعيدة قليلة بالمقارنة بالأشخاص الآخرين، لكن الاختلاف يرجع إلى الروابط الثانوية. وقد أظهر بحث تم إجراؤه على الذين يكبتون مشاعرهم أن لديهم ردات فعل سلبية تتقابل بالتساوي مع الذكريات السيئة، ومع ذلك فإن تلك الذكريات لا تستحضر المشاعر السلبية الأخرى كما يشعر بها الأشخاص الذين لا يكبتون مشاعرهم. تمت صياغة عبارة، «بنية مشاعر أقل تعقيدًا» لوصف هذه الظاهرة. إن الذين يكبتون غيظهم لديهم ذكريات سيئة مثل أي شخص آخر، ومع ذلك فإنها لا تسبب لهم مشكلات كبيرة لأنها معزولة نسبيًا في الذاكرة. وقد اشتركت معظم الأبحاث الأخيرة في الرأي القائل بأن الانعزال هو إحدى الآليات المؤثرة والهامة للدفاع والوقوف ضد الإدراكات المضرة. وهي آلية ملائمة ولا تتطلب تغييرًا للحقيقة؛ مما يجعلها معقولة أكثر من بعض البدائل (النكران والتعلية النفسية والإسقاط النفسي، إلخ.). مطلوب أبحاث إضافية عن شرحنا للانعزال كي يمكن اعتباره شرحًا كاملاً.